# Adrian Sieber (Musiker)
Adrian Sieber (* 6. Juli 1972 in Basel; als Adrian Benjamin Sieber, zeitweiliger Künstlername Adrian Solo) ist ein Schweizer Popmusiker.

## Biografie
Adrian Sieber war ursprünglich Schlagzeuger bei einer Band namens The Bash, bevor er 1992 mit Gitarre und Gesang Soloaufnahmen machte und sich bei einem Bandcontest in Basel bewarb. Aus dem Soloversuch entstand die Band Lovebugs, die nicht nur diesen Contest gewann, sondern in den 2000ern zu einer der erfolgreichsten Bands in der Schweiz wurde. Nachdem sich die Lovebugs nach zwei Nummer-eins-Alben in Folge eine Auszeit genommen hatten, beschloss Sieber, diese Pause für einen lange geplanten Soloausflug zu nutzen.
Sein Album nannte er Adrian Solo und übernahm das auch als Künstlernamen für seine Veröffentlichungen. Alle zwölf Titel des Albums spielte er selbst ohne seine Bandkollegen ein und er schrieb auch alle Songs unter Mithilfe von Boris Witmer als Texter. Lediglich bei seinen Tourauftritten waren neben anderen auch Senn und Ramseier von den Lovebugs mit dabei. Musikalisch orientierte sich Sieber am Pop der 80er Jahre und er versuchte, sich dabei von der Musik der Band abzugrenzen. Die erste Veröffentlichung, die Single The Healing, erreichte im März 2008 Platz 54 der Schweizer Hitparade, das Album kam zwei Wochen später sogar auf Platz 6 der Albumcharts.

## Diskografie
Album
- Adrian Solo (2008)
- Stationspiraten (Songs from and Inspired by the Motion Picture) (2010)
- You, Me & Everything Else (2020)
- Unglued (2022)

Singles
- The Healing (2008)
- If You Just Knew … (2008)
- Play (2008)
- Someday (2010)
- Buy Me a Rainbow (2010)
- Round Round Song (2013)
- Hurts so Good (2014)
- Delirious (2014)
- I.O.U. (2019)
- The Soft Revolution (2019)